# Krzysztof Romicki
Krzysztof Romicki – pilot paralotniowy i samolotowy. Instruktor i mechanik paralotniowy
Właściciel firmy Paraelement produkującej napędy paralotniowe.
Osiągnięcia w sportach lotniczych:
- 2024 - Mistrzostwo Polski PPGG w klasie PL-1
- 2023 - srebrny medal Mistrzostw Polski PPG w klasie PL-2
- 2022 - Rekord Świata w przelocie po trasie zamkniętej na motoparalotni (PPG) w klasie PL2 (tandem) - 374,27km
- 2022 - Rekord Świata w przelocie otwartym na motoparalotni (PPG) w klasie PL2 (tandem) - 620,28km
- 2022 - Mistrzostwo Polski PPGG w klasie PL-1
- 2021 - Mistrzostwo Polski PPGG w klasie PL-2
- 2020 - brązowy medal Mistrzostw Polski PPG w klasie PL-2
- 2020 - Rekord Świata w przelocie po trasie zamkniętej na motoparalotni (PPG) w klasie PL2 (tandem) - 280,41km
- 2018 - Rekord Świata w przelocie otwartym na motoparalotni (PPG) w klasie PL2 (tandem) - 427km
- 2018 - złoty medal Mistrzostw Świata PPG - Tajlandia (klasyfikacja narodowa)
- 2018 - złoty medal Mistrzostw Europy PPG - Tajlandia (drużynowo)
- 2018 - brązowy medal Slalomowych Mistrzostw Polski PPG
- 2018 - brązowy medal Mistrzostw Polski PPG
- 2017 - złoty medal Mistrzostw Europy PPG - Breclav  - Czechy (klasyfikacja narodowa)
- 2017 - złoty medal Mistrzostw Europy PPG - Breclav Czechy (drużynowo)
- 2017 - brązowy medal Mistrzostw Polski PPG
- 2016 - złoty medal Mistrzostw Świata PPG - Popham - Anglia (drużynowo)
- 2016 - brązowy medal Mistrzostw Świata PPG - Popham - Anglia (klasyfikacja narodowa)
- 2016 - srebrny medal Mistrzostw Polski PPG - Serock
- 2016 - Mistrzostwo Polski PPGG w konkurencjach technicznych - Wrocław
- 2016 - srebrny medal Slalomowych Mistrzostw Europy PPG - Hiszpania - Bornos (sztafeta)
- 2016 - złoty medal Slalomowych Mistrzostw Europy PPG - Hiszpania - Bornos (drużynowo)
- 2015 - złoty medal Slalomowych Mistrzostw Świata PPG - Polska - Legnica (sztafeta)
- 2015 - złoty medal Slalomowych Mistrzostw Świata PPG - Polska - Legnica (drużynowo)
- 2015 - brązowy medal Otwartych Slalomowych Mistrzostw Polski PPG - Częstochowa
- 2014 - złoty medal Mistrzostw Świata PPG - Węgry - Matkopuszta (drużynowo)
- 2014 - złoty medal I Slalomowych Mistrzostw Europy PPG - Francja - Couhe (narodowo)
- 2014 - srebrny medal I Slalomowych Mistrzostw Europy PPG - Francja - Couhe (indywidualnie)
- 2014 - brązowy medal Otwartych Slalomowych Mistrzostw Polski PPG - Radom
- 2014 - brązowy medal Otwartych Mistrzostw Czech PPG  - Jindrichuv Hradec
- 2013 - złoty medal I Slalomowych Mistrzostw Świata PPG - Francja - Aspres sur Buech (narodowo)
- 2013 - Mistrzostwo Polski PPGG
- 2013 - srebrny medal I Slalomowych Mistrzostw Polski PPG
- 2012 - srebrny medal Mistrzostw Świata(drużynowo)
- 2012 - Vice Mistrzostwo Polski PPGG
- 2011 - Mistrzostwo Polski PPGG
- 2010 - Mistrzostwo Polski PPGG
- 2009 - Mistrzostwo Polski PPGG
- 2009 - brązowy medal Mistrzostw Świata PPG - Czechy - Nove Mesto nad Metui (drużynowo)
- 2008 - brązowy medal Mistrzostw Niemiec German Open - Ballenstedt
- 2008 - srebrny medal Mistrzostw Polski
- 2008 - IV miejsce Mistrzostw Europy PPG (indywidualnie)
- 2008 - srebrny medal Mistrzostw Europy PPG (drużynowo)
- 2007 - Mistrzostwo Polski PPGG
- 2007 - brązowy medal Mistrzostw Świata PPG - Chiny - Champing Beijing (drużynowo)
- 2007 - IV miejsce podczas Mistrzostw Świata PPG - Chiny - Champing Beijing (indywidualnie)
- 2005 - brązowy medal Paralotniowe Mistrzostwa Polski PPG
- 2004 - 1-sze miejsce Puchar Krajów Nadbałtyckich PPG
- 2003 - rekord Polski w przelocie otwartym PPG - 344 km
- 2002 - 1-sze miejsce Puchar Pomorza PPG